# 치아구 시우바
치아구 이밀리아누 다 시우바(포르투갈어: Thiago Emiliano da Silva, 1984년 9월 22일 ~ )는 브라질의 축구 선수로 포지션은 센터백이며, 현재 브라질 캄페오나투 브라질레이루 세리이 A의 플루미넨시 소속이다.

## 클럽 경력

### 초기 경력
유년 시절, 치아구 시우바는 플루미넨시 소속이었다. 그러나, 그는 브라질 남부, 히우 그란지 두 술 주를 연고로 하는 소규모 클럽인 RS 푸치보우의 프로 계약 제의를 받았고, 이후 인근의 주벤투지로 이적하여 1부 리그 데뷔 시즌인 2004 시즌을 훌륭하게 마무리하였다. 당시, 치아구 시우바는 수비형 미드필더와 풀백을 소화 가능한 오른쪽 윙어였으나, 이후 센터백으로 전향하였다.
2004년, 그는 FC 포르투와 계약을 체결하였으나, 리저브 팀에서의 활약에 그쳤다. 1년 후, 그는 디나모 모스크바에 합류하였으나 한 경기도 출전하지 못하였다. 시우바는 결핵 판정을 받아 6개월 동안 입원하기도 하였다. 그의 병세는 시간이 지날 수록 악화되어 그의 주치의가 시우바에게 병원에 2주를 더 머물렀으면, 사망할 수도 있었다고 통보하기도 하였다.

### 플루미넨시
2006년, 시우바는 브라질로 복귀하여 플루미넨시와 계약을 체결하였다. 합류 후 첫 시즌에 플루미넨시는 1위로 마감하였다. 그 다음 시즌 플루미넨시는 캉페우나투 브라실레이루 세리 A에서 38경기에 39실점만을 허용하며 4위로 마감하였고, 쿠파 두 브라시우를 우승하였다. 시우바는 건강 적신호 이후 진보하면서 브라질에서 몇 기의 개인상을 받았다. 2007년, 그는 브라질 최고의 두 센터백들 중 하나로 선정되며 불라 지 프라타를 획득하였다. 2008년, 그는 2008 시즌의 브라실레이랑 팀에 포함되었으며 팬투표로 선정된 올해의 선수로도 선정되었다. 치우가 시우바는 같은 시즌 플루미넨시가 코파 리베르타도레스에서 결승에 진출하는 와중에 주축 선수들 중 하나였고, 팀은 결승전에서 LDU 키토와의 승부차기에 패하였다.

### 밀란
2008년 12월, 치아구 시우바는 €10M에 밀란에 합류하기로 합의를 보았다. 2008-09 시즌에 이미 두명의 비EU국적 선수와 계약을 체결함에 따라 (한명은 안드리 셰우첸코였고, 다른 한명은 타바레 비우데스였다.), 시우바는 2009년 7월을 기점으로 공식적으로 밀란의 선수로 등록되었다. 유럽 축구에 발을 들인지 5년만에, 시우바는 카를로 안첼로티 감독이 유럽 축구 경험의 기회를 주어 인생을 바꾸었다고 말하였다.
2009년 1월 21일, 그는 하노버 96과의 비공식 친선경기에서 흑적 (Rossoneri) 유니폼을 입고 데뷔전을 치르었다. 그는 이 경기에서 90분 풀타임을 소화하였다. 리그 데뷔전은 2-1 승리를 거둔 시에나전이었다.
2009년 11월 8일, 그는 라치오를 상대로 첫 골을 삽입하는 것은 물론 자책골도 기록하였다. 레체를 상대로한 밀란의 2010-11 시즌 개막전에서, 그는 팀의 두번째 득점으로 밀란의 4-0 대승에 일조하였다. 이 시즌에 밀란은 7년만에 처음으로 세리에 A 타이틀을 획득하였고, 시우바는 우승하는데 큰 힘을 보탰다. 이 시즌에 치아구 시우바는 39경기에 출전하였으며, 그동안 단 한장의 옐로카드를 받는 데에 그쳤다. 2011년 9월 13일, 그는 FC 바르셀로나를 상대로 한 캄 노우 원정경기에서 마지막 1분을 남겨놓고 클라렌서 세이도르프의 코너킥을 득점으로 연결하였다. 이 골로 밀란은 패배를 면하였고, 경기는 2-2로 종료되었다. 이 골은 그의 유럽대항전 첫골이었다.
2011년 5월 17일, 밀란은 치아구 시우바가 2016년 6월 30일까지 계약을 연장했음을 발표하였다.
2011년 11월 27일, 치아구 시우바는 4-0으로 승리한 키에보전에서 주장 완장을 차고 선제골을 득점하였다.
2012년 여름 이적시장에서 시우바는 프랑스의 주요 소비클럽인 파리 생제르맹과 강력하게 링크되었다. 밀란은 실비오 베를루스코니 CEO가 €46M의 제의를 거절하였다고 발표하면서 응수하였다. 7월 2일, 시우바는 밀란과 2017년까지 유효한 계약을 체결하였다.

### 파리 생제르맹
7월 14일, €42M의 이적료로 프랑스의 파리 생제르맹과의 5년 계약 체결을 완료했다고 발표하였다. 언론에 의하면 주급이 €185,000로 연봉이 €12M으로 추산된다고 알려졌다. 그는 밀란을 떠나게 된 사유를 가족 문제와 우승을 위한 새 도전에 대한 갈망 때문이라고 진술하였다. 그러나, 시우바는 여러 차례 밀란을 떠나지 않겠다고 전에 진술하였고, "저는 동료 선수들, 감독, 그리고 팬들로부터 많은 존중을 받았는데 밀란을 떠나 것에 대해 유감이지만, PSG에서의 새로운 도전에 준비됐다." 라고 말하였고, "거절하기 힘든 제의였다." 라면서 밀란의 재정난으로 인해 이적하였다고 진술하였다.
시즌 초에 잔부상에 시달린 후, 시우바는 9월 18일, 파르크 데 프랭스에서 열린 디나모 키예프와의 챔피언스리그 조별 1라운드 경기에서 PSG 공식 데뷔전을 치르었고, 이 경기에서 새 팀에 첫 골을 신고하며 4-1 대승에 일조하였다. 리그 1 데뷔전은 같은 주 주말인 9월 22일 바스티아 원정 경기였는데, 이 경기에서 90분 풀타임을 소화하며 팀의 4-0 대승을 도왔다. 시우바는 10월 31일, 쿠프 드 라 리그 16강전에서 2호골을 득점하였는데, 이 마르세유와의 르 클라시크 경기에서 페널티킥으로 결승골을 득점하며 팀의 2-0 승리를 견인하였다.
2013년 8월 22일, PSG는 시우바가 1년 연장 계약을 체결했음을 발표하였고, 그에 따라 시우바는 2018년까지 팀에 남게 되었다.
2016년 12월 22일 파리 생제르맹과 2020년까지 재계약했다.

### 첼시
파리 생제르맹과 계약이 만료된 시우바는 2020년 8월 28일 첼시에 입단하였다.

### 플루미넨시
2024년 5월 7일에 플루미넨시와 2년 계약을 체결하며 15년 반 만에 플루미넨시로 복귀하게 되었다.

## 국가대표팀 경력
시우바는 둥가에 의해 2008년 하계 올림픽을 위해 차출되었다. 그는 호나우지뉴와 더불어 스쿼드에서 23세를 초과하는 선수 두 명중 한명이었고, 세 경기에 출전하였다. 올림픽이 시작하기 전, 그는 싱가포르, 베트남과의 친선경기에만 단 두번 출전하였다. 시우바는 2009년 2월 10일, 에미레이트 스타디움에서 열리는 이탈리아와의 친선경기를 위해 차출되었다. 그는 이 경기에서 77분에 주앙과 교체 투입되었다. 그는 이후 10월 9일에 카타르에서 열린 잉글랜드와의 친선경기에서 브라질 대표로 또다시 출전하였다. 그는 밀란에서 훌륭한 모습을 보이며 둥가가 선정한 2010년 FIFA 월드컵의 최종 엔트리에 포함되었으나, 단 한경기도 출전하지 못하였다. 시우바는 신임 브라질 국가대표팀 감독인 마누 메네제스 감독에 의해, 2010년 8월 10일에 열리는 미국과의 친선 경기를 위해 주전 수비수로 낙점되었다. 2012년 5월 30일, 그는 네이마르의 코너킥을 헤딩으로 득점하며 국가대표로써 첫 골을 득점하였다.
2014년 FIFA 월드컵 8강전인 콜롬비아와의 경기에서 득점하였지만, 그 후 콜롬비아의 골키퍼 다비드 오스피나에 대한 차징으로 경고를 받아 경고 누적으로 인해 다음 경기인 독일과의 준결승전에 출전할 수 없게 되었고, 결국 그의 결장은 브라질 축구 국가대표팀 역사상 최대 치욕 중의 하나인 미네이랑의 비극을 일으키는 원인 중의 하나가 되었다.

## 경력 통계

### 클럽
2024년 4월 30일 기준
| 클럽            | 시즌    | 리그 | 리그 | 컵   | 컵   | 리그컵 | 리그컵 | 대륙1 | 대륙1 | 합계 | 합계 |
| 클럽            | 시즌    | 출장 | 득점 | 출장 | 득점 | 출장   | 득점   | 출장  | 득점  | 출장 | 득점 |
| --------------- | ------- | ---- | ---- | ---- | ---- | ------ | ------ | ----- | ----- | ---- | ---- |
| RS Futebol      | 2002    |      |      |      |      | 8      | 2      |       |       | 8    | 2    |
| RS Futebol      | 2003    |      |      |      |      | 17     | 0      |       |       | 17   | 0    |
| 주벤투지        | 2004    | 28   | 3    | 1    | 0    | 7      | 0      | —     | —     | 36   | 3    |
| 포르투 B        | 2004–05 | 14   | 0    |      |      |        |        |       |       | 14   | 0    |
| 디나모 모스크바 | 2005    | 0    | 0    |      |      |        |        |       |       | 0    | 0    |
| 플루미넨시      | 2006    | 31   | 0    | 8    | 0    | 4      | 0      | 4     | 0     | 46   | 0    |
| 플루미넨시      | 2007    | 30   | 5    | 12   | 3    | 9      | 0      | —     | —     | 51   | 8    |
| 플루미넨시      | 2008    | 20   | 1    | —    | —    | 14     | 3      | 12    | 2     | 46   | 6    |
| 플루미넨시      | 합계    | 81   | 6    | 20   | 3    | 27     | 3      | 16    | 2     | 143  | 14   |
| AC 밀란         | 2009–10 | 33   | 2    | 0    | 0    |        |        | 7     | 0     | 40   | 2    |
| AC 밀란         | 2010–11 | 33   | 1    | 3    | 0    |        |        | 6     | 0     | 42   | 1    |
| AC 밀란         | 2011–12 | 27   | 2    | 3    | 0    |        |        | 7     | 1     | 37   | 3    |
| AC 밀란         | 합계    | 93   | 5    | 6    | 0    |        |        | 20    | 1     | 119  | 6    |
| 파리 생제르맹   | 2012–13 | 22   | 0    | 1    | 1    | 2      | 0      | 9     | 2     | 34   | 3    |
| 파리 생제르맹   | 2013–14 | 28   | 3    | 2    | 0    | 4      | 0      | 7     | 0     | 42   | 3    |
| 파리 생제르맹   | 2014-15 | 26   | 1    | 5    | 0    | 3      | 0      | 6     | 1     | 40   | 2    |
| 파리 생제르맹   | 2015-16 | 30   | 1    | 4    | 0    | 2      | 0      | 9     | 0     | 46   | 1    |
| 파리 생제르맹   | 2016-17 | 27   | 3    | 3    | 1    | 3      | 2      | 7     | 0     | 40   | 6    |
| 파리 생제르맹   | 2017-18 | 25   | 1    | 5    | 0    | 2      | 0      | 6     | 0     | 39   | 1    |
| 파리 생제르맹   | 2018-19 | 25   | 0    | 4    | 0    | 2      | 0      | 7     | 0     | 39   | 0    |
| 파리 생제르맹   | 2019-20 | 21   | 0    | 3    | 1    | 1      | 0      | 9     | 0     | 35   | 1    |
| 파리 생제르맹   | 합계    | 204  | 9    | 27   | 3    | 19     | 2      | 60    | 3     | 315  | 17   |
| 첼시            | 2020-21 | 23   | 2    | 2    | 0    | 1      | 0      | 8     | 0     | 34   | 2    |
| 첼시            | 2021-22 | 32   | 3    | 3    | 0    | 2      | 0      | 11    | 0     | 48   | 3    |
| 첼시            | 2022-23 | 27   | 0    | 0    | 0    |        |        | 8     | 0     | 35   | 0    |
| 첼시            | 2023-24 | 27   | 3    | 4    | 1    | 3      | 0      |       |       | 34   | 4    |
| 첼시            | 합계    | 109  | 8    | 9    | 1    | 6      | 0      | 27    | 0     | 151  | 9    |

### 국가대표팀
2022년 12월 9일 기준
| 브라질 축구 국가대표팀 | 브라질 축구 국가대표팀 | 브라질 축구 국가대표팀 |
| 연도                   | 출장                   | 골                     |
| ---------------------- | ---------------------- | ---------------------- |
| 2008                   | 3                      | 0                      |
| 2009                   | 3                      | 0                      |
| 2010                   | 6                      | 0                      |
| 2011                   | 13                     | 0                      |
| 2012                   | 7                      | 1                      |
| 2013                   | 11                     | 1                      |
| 2014                   | 9                      | 1                      |
| 2015                   | 6                      | 1                      |
| 2016                   | 1                      | 0                      |
| 2017                   | 7                      | 1                      |
| 2018                   | 10                     | 1                      |
| 2019                   | 12                     | 1                      |
| 2020                   | 4                      | 0                      |
| 2021                   | 9                      | 0                      |
| 2022                   | 11                     | 0                      |
| 합계                   | 113                    | 7                      |

### 국가대표팀 득점 기록
아래의 점수에서 왼쪽의 점수가 브라질의 점수이다.
| #  | 날짜            | 경기장                                          | 상대           | 점수 | 최종결과 | 대회               |
| -- | --------------- | ----------------------------------------------- | -------------- | ---- | -------- | ------------------ |
| 1. | 2012년 5월 30일 | 페덱스 필드, 랜도버, 미국                       | 미국           | 2–0  | 4–1      | 친선경기           |
| 2. | 2013년 9월 10일 | 질레트 스타디움, 폭스버러, 미국                 | 포르투갈       | 1–1  | 3–1      | 친선경기           |
| 3. | 2014년 7월 4일  | 카스텔랑, 포르탈레자, 브라질                    | 콜롬비아       | 1-0  | 2-1      | 2014 FIFA 월드컵   |
| 4. | 2015년 6월 21일 | 에스타디오 모누멘탈, 산티아고, 칠레             | 베네수엘라     | 1-0  | 2-1      | 2015 코파 아메리카 |
| 5. | 2017년 6월 13일 | 멜버른 크리켓 그라운드, 멜버른, 오스트레일리아  | 오스트레일리아 | 2-0  | 4-0      | 친선경기           |
| 6. | 2018년 6월 27일 | 스파르타크 스타디움, 모스크바, 러시             | 세르비아       | 2-0  | 2-0      | 2018 FIFA 월드컵   |
| 7. | 2019년 6월 9일  | 에스타디우 베이라-리우, 포르투 알레그레, 브라질 | 온두라스       | 2-0  | 7-0      | 친선경기           |

## 플레이스타일
치아구 시우바는 그의 동료와 평론가로부터 완전한 수비수로 인지되고 있다. 그는 어느 수비든지 이끌어 나갈 수 있는 결점이 없는 수비수로 묘사된다. 수비의 리더로써, 시우바의 활약은 전설적인 이탈리아의 수비수 프랑코 바레시와 비견되었다. 바레시는 축구 역사상 최고의 수비수들 중 하나로 손꼽히는데, 기록을 통해 치아구 시우바가 그를 연상케 하는 수비수이며, 2012년 6월에는 치아구 시우바가 그의 "후예"임을 언급하였다.
시우바는 유럽 축구에서 가장 민첩한 수비수들 중 하나로 알려져 있으며, 그 육체적 능력을 놀라운 경기 지능력과 결합한다. 최고의 신종 수비수로 불리는  차분히 점유하며, 후방에서 찬스를 만들어 낼 수 있는 시우바는 세계적으로 찬사를 받으며, 3년 연속 유럽 최고의 중앙 수비수 두명 중 한명으로 뽑혔다.

## 수상

### 우승

#### 플루미넨시(2006~2009)
- 쿠파 두 브라시우 : 2007

#### AC 밀란(2009~2012)
- 세리에 A : 2010-11
- 수페르코파 이탈리아나 : 2011

#### 파리 생제르맹(2012~2020)
- 리그 1 : 2012-13, 2013-14, 2014-15, 2015-16, 2017-18, 2018-19, 2019-20

- 쿠프 드 프랑스 : 2014-15, 2015-16, 2016-17, 2017-18, 2019-20
- 쿠프 드 라 리그 : 2013-14, 2014-15, 2015-16, 2016-17, 2017-18, 2019-20

- 트로페 데 샹피옹 : 2013, 2015, 2017, 2018, 2019
- UEFA 챔피언스리그 준우승 : 2019-20

#### 첼시 FC(2020~2024)
- UEFA 챔피언스리그 : 2020-21
- UEFA 슈퍼컵 : 2021
- FIFA 클럽 월드컵 : 2022

#### 브라질(2008~2022)
- 코파 아메리카 : 우승 (2019), 준우승 (2021)
- FIFA 컨페더레이션스컵 : 2013
- 하계 올림픽 축구 : 은메달 (2012), 동메달 (2008)

### 개인
- 불라 지 프라타 : 2007
- 캄페오나투 브라실레이루 세리 A 올해의 팀 : 2008
- 남아메리카 올해의 팀 : 2008
- 세리에 A 올해의 팀[33] : 2010–11, 2011–12
- 리그1 올해의 팀 : 2012–13, 2013-14, 2014-15, 2015-16, 2016-17, 2017-18, 2018-19
- 리그1 이 달의 선수 : 2013년 3월, 2019년 10월
- UEFA 챔피언스리그 시즌의 스쿼드[34] : 2015-16
- UEFA 올해의 팀 : 2011, 2012, 2013
- FIFPro 월드 베스트 XI : 2013, 2014, 2015
- FIFA 클럽 월드컵 MVP : 2021
- FIFA 컨페더레이션스컵 대회 베스트 : 2013
- FIFA 월드컵 올스타팀 : 2014, 2018
- FIFA 월드컵 드림팀 : 2014, 2018
- 코파 아메리카 대회 베스트 : 2019
- 삼바 골드 : 2011, 2012, 2013